# Garein
Garein (gaskonsko Garenh) je naselje in občina v francoskem departmaju Landes regije Akvitanije. Naselje je leta 2009 imelo 425 prebivalcev.

## Geografija
Kraj leži v pokrajini Gaskonji znotraj naravnega regijskega parka Landes de Gascogne ob reki Geloux, 22 km severozahodno od Mont-de-Marsana.

## Uprava
Občina Garein skupaj s sosednjimi občinami Bélis, Brocas, Canenx-et-Réaut, Cère, Labrit, Maillères, Le Sen in Vert sestavlja kanton Labrit s sedežem v Labritu. Kanton je sestavni del okrožja Mont-de-Marsan.

## Zanimivosti
- romanska cerkev Notre-Dame de Garein iz 12. stoletja, francoski zgodovinski spomenik od leta 1968;